# Bulletin de la Société impériale des naturalistes de Moscou
El Bulletin de la Société Impériale des Naturalistes de Moscou (abreviado Bull. Soc. Imp. Naturalistes Moscou) fue una revista con ilustraciones y descripciones botánicas que fue editada en  Rusia por la Société Impériale des Naturalistes de Moscou. Se publicó en dos series desde el año 1829 hasta 1917.

## Publicaciones
- Volúmenes nº 1-62, 1829-1886 [-1887];
- N.s. vols. 1-30, 1887-1917